# Ernst Kren
Ernst Kren (* 1962 in Admont) ist ein österreichischer Mediengestalter, Alpinist und Autor.

## Leben
Ernst Kren gründete 1989 die grafische Werkstatt Medien Manufaktur Admont. Er publizierte zahlreiche Essays und Beiträge in alpinen Fachmagazinen und war an der Neuauflage der ÖAV-Karte, „Gesäuseberge und Ennstaler Alpen“, Blatt 16 (2016) beteiligt. Seit 1990 sammelt und betreut Kren das aus über 11.000 Motiven bestehende Historische Bildarchiv der Ennstaler Alpen.

## Alpenverein
Seit 2009 ist er 1. Vorsitzender der Sektion Admont-Gesäuse des ÖAV, daneben ist er seit 1985 Mitglied im Bergrettungsdienst Selzthal, bei der Berg- und Naturwacht Admont sowie Aufsichtsorgan im Nationalpark Gesäuse und Gründungsmitglied der „Plattform zum Schutz des Gesäuses“ bzw. des „Team Gesäuse Kreativ“. Als Tourismusobmann (1998–2002) gelang ihm die Neuorganisation des regionalen Tourismusverbandes und war in dieser Funktion maßgeblich an der Gründung vom Nationalpark Gesäuse beteiligt. In seine Amtszeit fiel auch der von ihm initiierte und errichtete Bau von Klettersteigen in den Ennstaler Alpen (Bosruck-Wildfrauensteig, Bärenkarmauer-Hexensteig, Grabnerstein-Jungfernsteig, Tieflimauer-Teuflsteig und Gr. Buchstein-Südwandband). Als ÖAV-Obmann oblag ihm darüber hinaus die Patronanz über die „Aktion sichere Wege“ (2013–2015) und die Umsetzung eines Alpinen Bildungszentrums in der Klinke-Hütte (2015).

## Publikationen
- Gesäuse-Hüttenführer. 1992.
- Sagenhaftes Klettersteigland Gesäuse. 2001.
- Gesäuse – Nationalpark und Ennstaler Alpen. 2002.
- Gesäuse – Vielfalt zum Staunen. 2007.
- Gesäuse-Pioniere – Alpingeschichte aus der Universität des Bergsteigens. 2008.
- mit Christian Stangl: Skyrunner. Unglaubliche Aufstiege eines alpinen Protagonisten. Leykam Buchverlag, Graz 2009, ISBN 978-3-7011-7642-7.
- mit Josef Hasitschka, Adolf Mokrejs: Der Ödstein – Ein König unter Königen im Gesäuse. Schall-Verlag, Alland 2010, ISBN 978-3-900533-61-8.
- mit Josef Hasitschka, Adolf Mokrejs, Katharina Krenn: Der Grimming. Monolith im Ennstal. Schloss Trautenfels, Universalmuseum Joanneum, Schall-Verlag, Alland 2011, ISBN 978-3-900533-69-4.[1]
- Tourenbuch Gesäuse. 2011.
- mit Josef Hasitschka, Adolf Mokrejs: Erlesenes Gesäuse. Eine alpinliterarische Zeitreise. Schall-Verlag, Alland 2012, ISBN 978-3-900533-72-4.